# Lomandra micrantha
Lomandra micrantha är en sparrisväxtart som först beskrevs av Stephan Ladislaus Endlicher, och fick sitt nu gällande namn av Alfred James Ewart. Lomandra micrantha ingår i släktet Lomandra och familjen sparrisväxter.

## Underarter
Arten delas in i följande underarter:
- L. m. micrantha
- L. m. teretifolia
- L. m. tuberculata